# Никопольская волость
Никопольская волость — административно-территориальная единица Екатеринославского уезда Екатеринославской губернии.
По состоянию на 1886 год состояла из 2 поселений, 2 сельских общин. Население 7096 человек (3473 мужского пола и 3623 женского), 2779 дворовых хозяйств.
| Собственность  | Площадь (в т. ч. пахотной) |
| -------------- | -------------------------- |
| Сельских общин | 17 835 (11 978)            |
| Казенная       | 1503                       |
| Другая         | 566 (300)                  |
| Всего          | 19 904 (12 278)            |

Самое большое поселение:
- Никополь — местечко при реках Орловой и Лапинке в 114 верстах от уездного города, 6570 человек, 1251 двор, 2 школы, салотопный завод, 2 кирпичных завода, 2 лавки. За 4 версты — салотопный завод.